# Biserica de lemn din Gureni

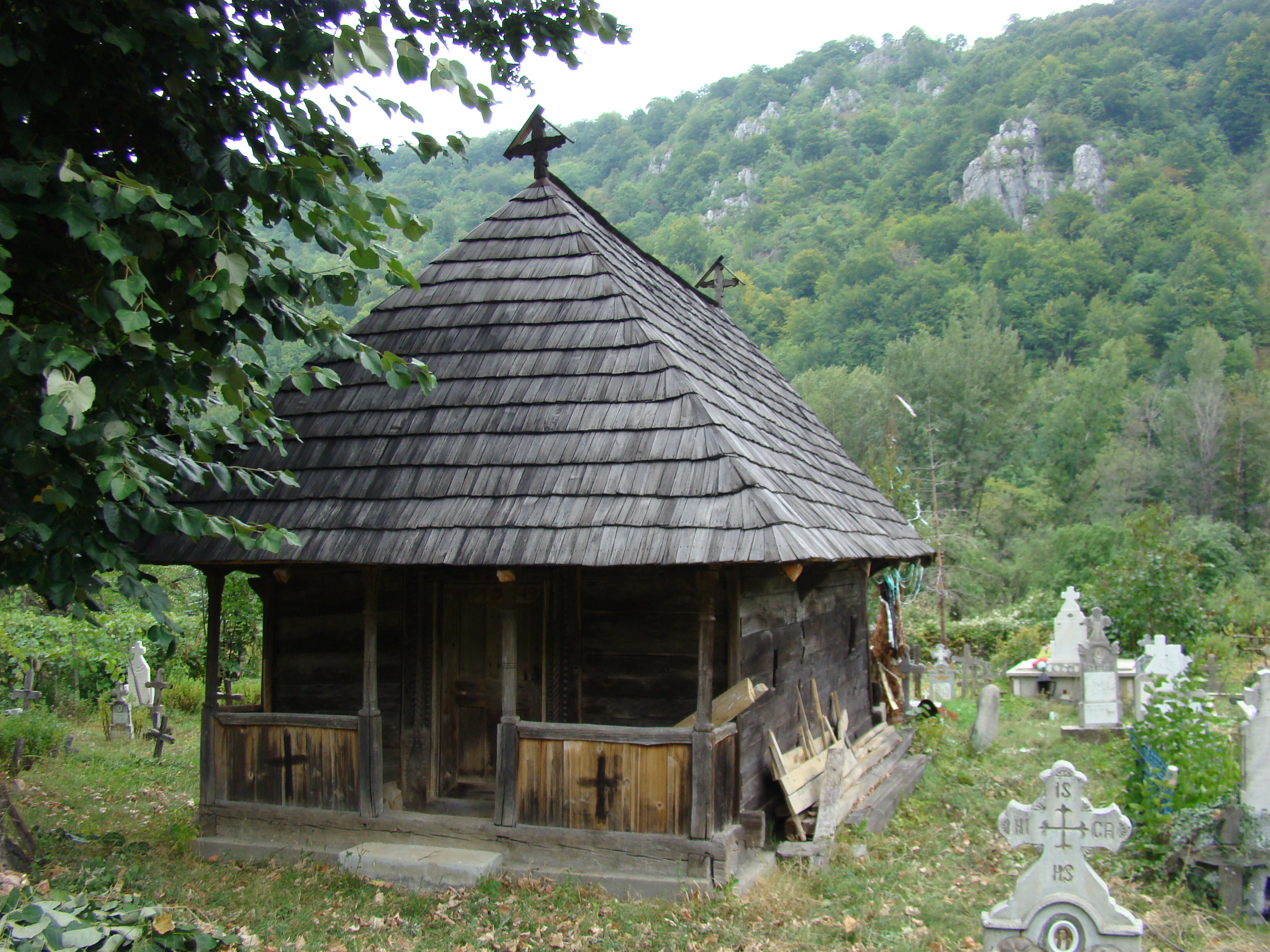
Biserica de lemn „Cuvioasa Paraschiva” din Gureni, comuna Peștișani, județul Gorj, foto: septembrie 2009.

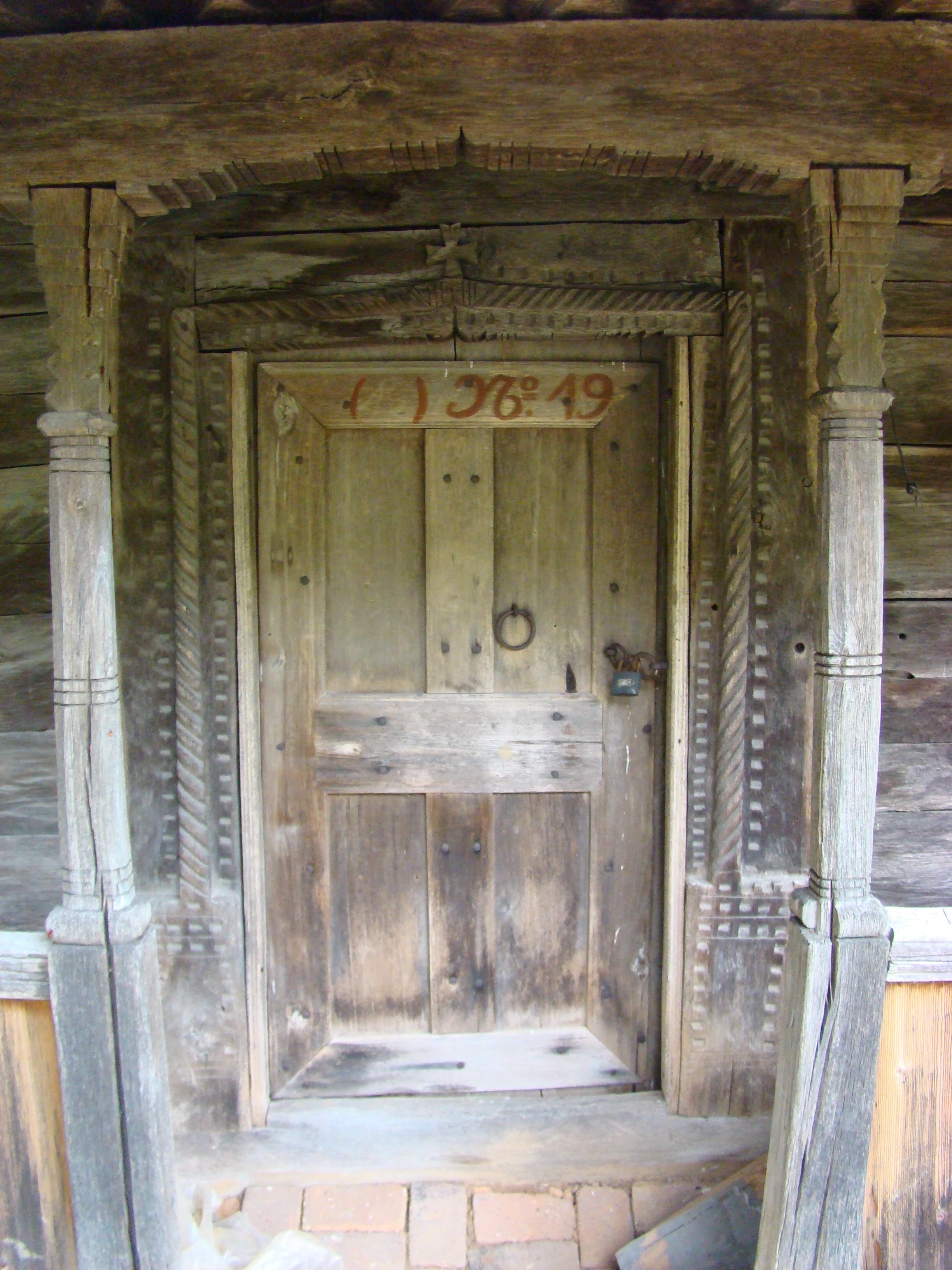
Cadrul originar al intrării, cu un profil în frânghie, unit în partea de sus într-un nod ce sugerează capete de şerpi înfruntându-se

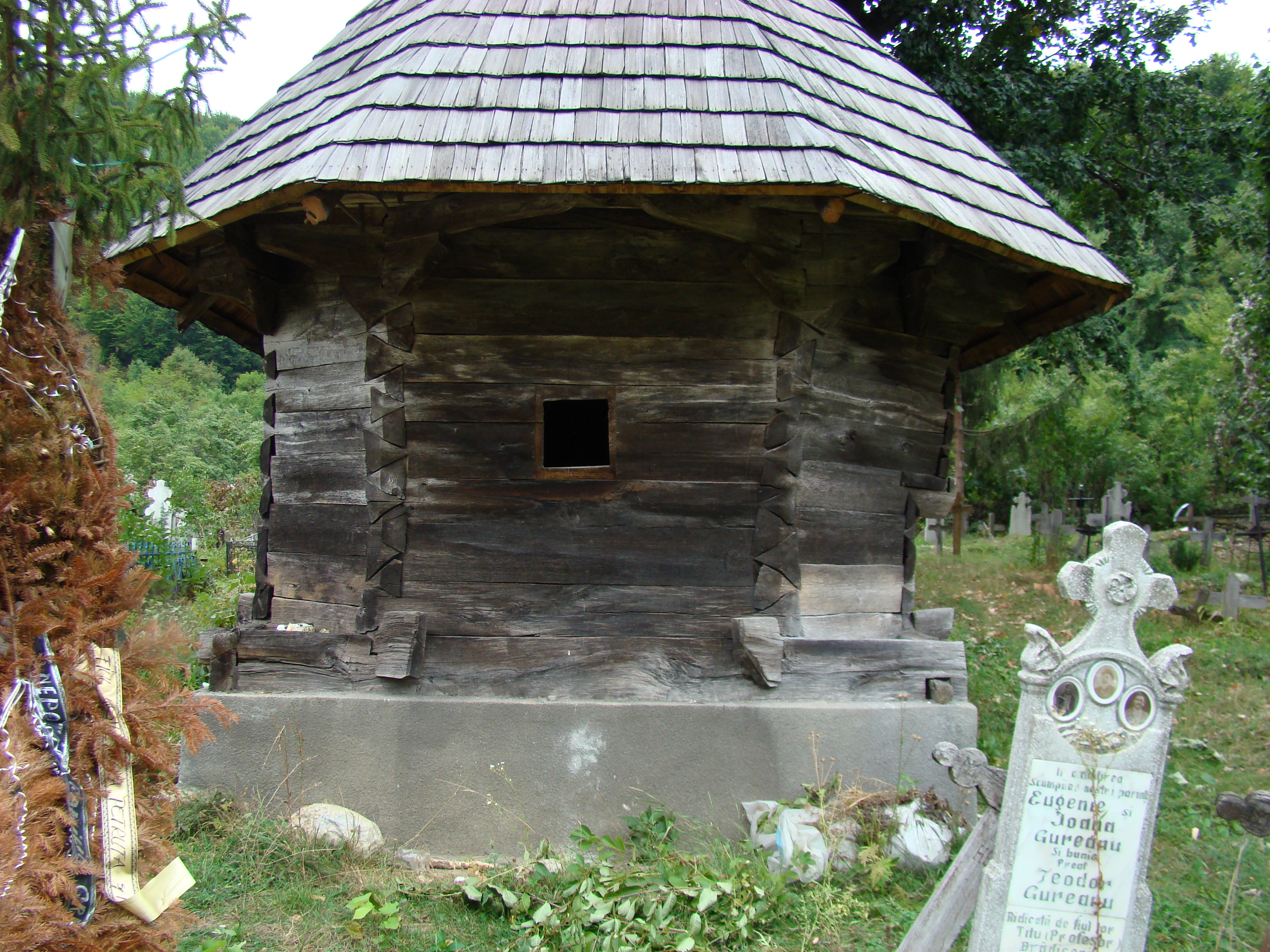
Absida altarului

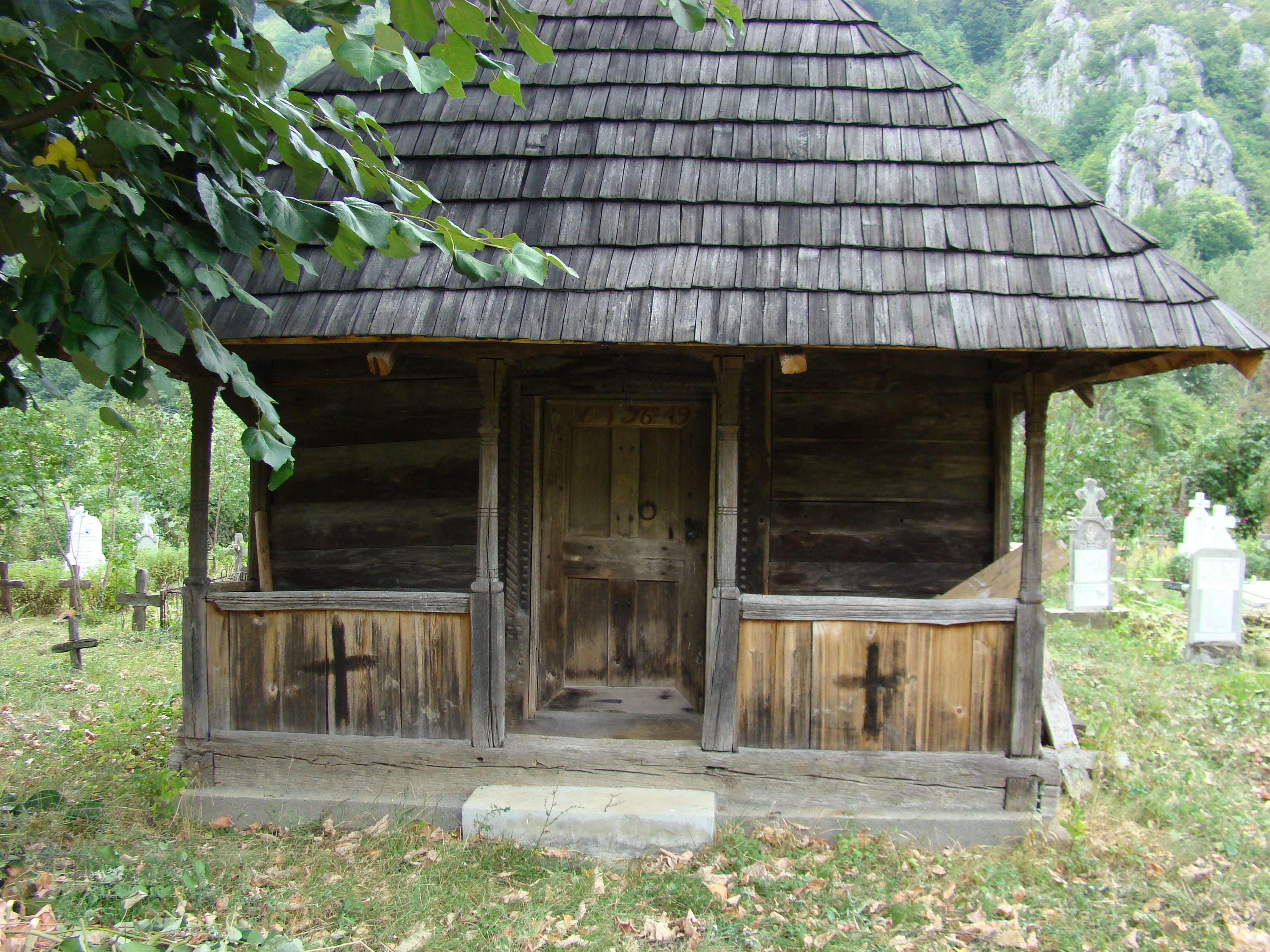
Prispa

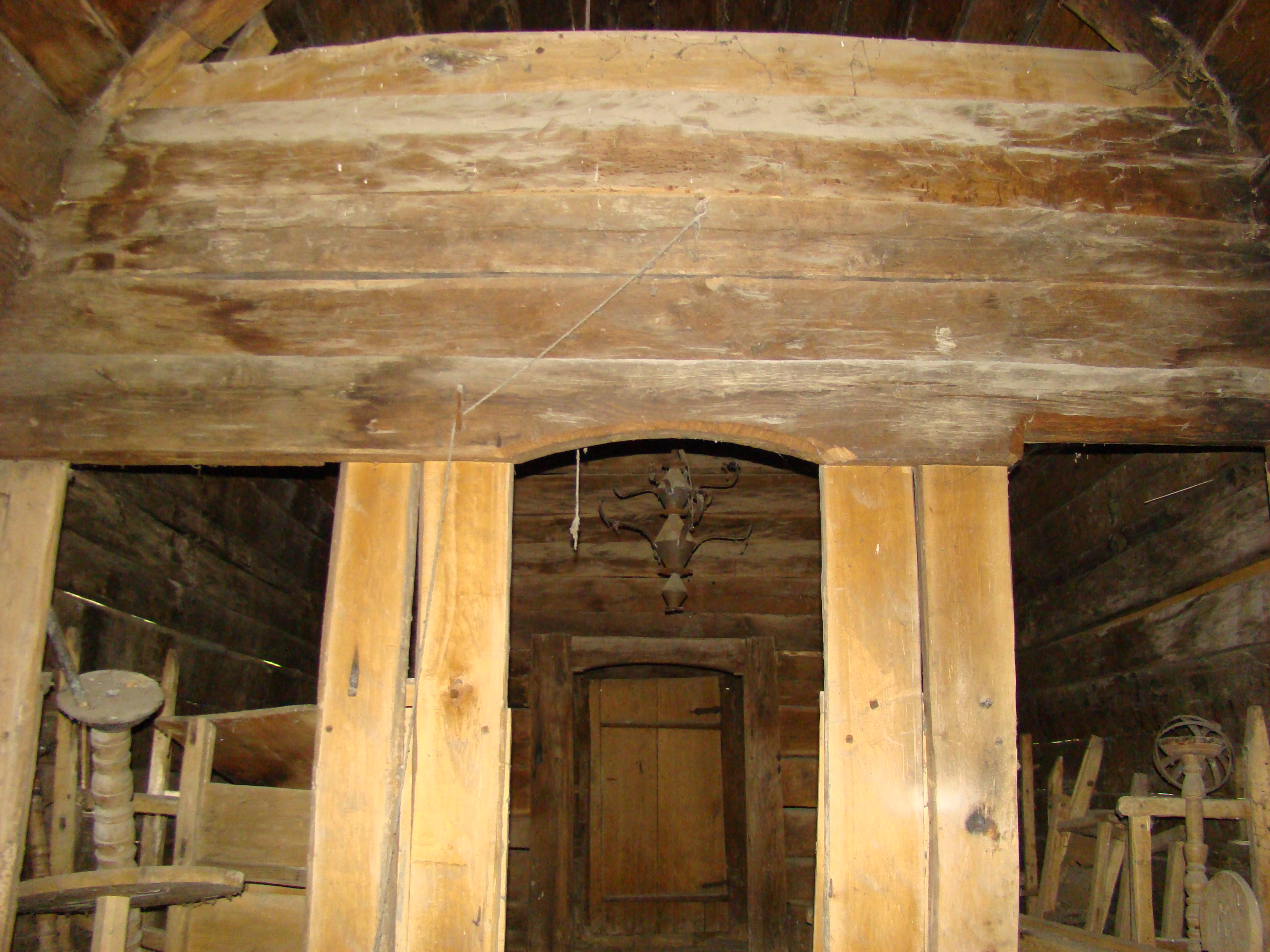
Dosul tâmplei

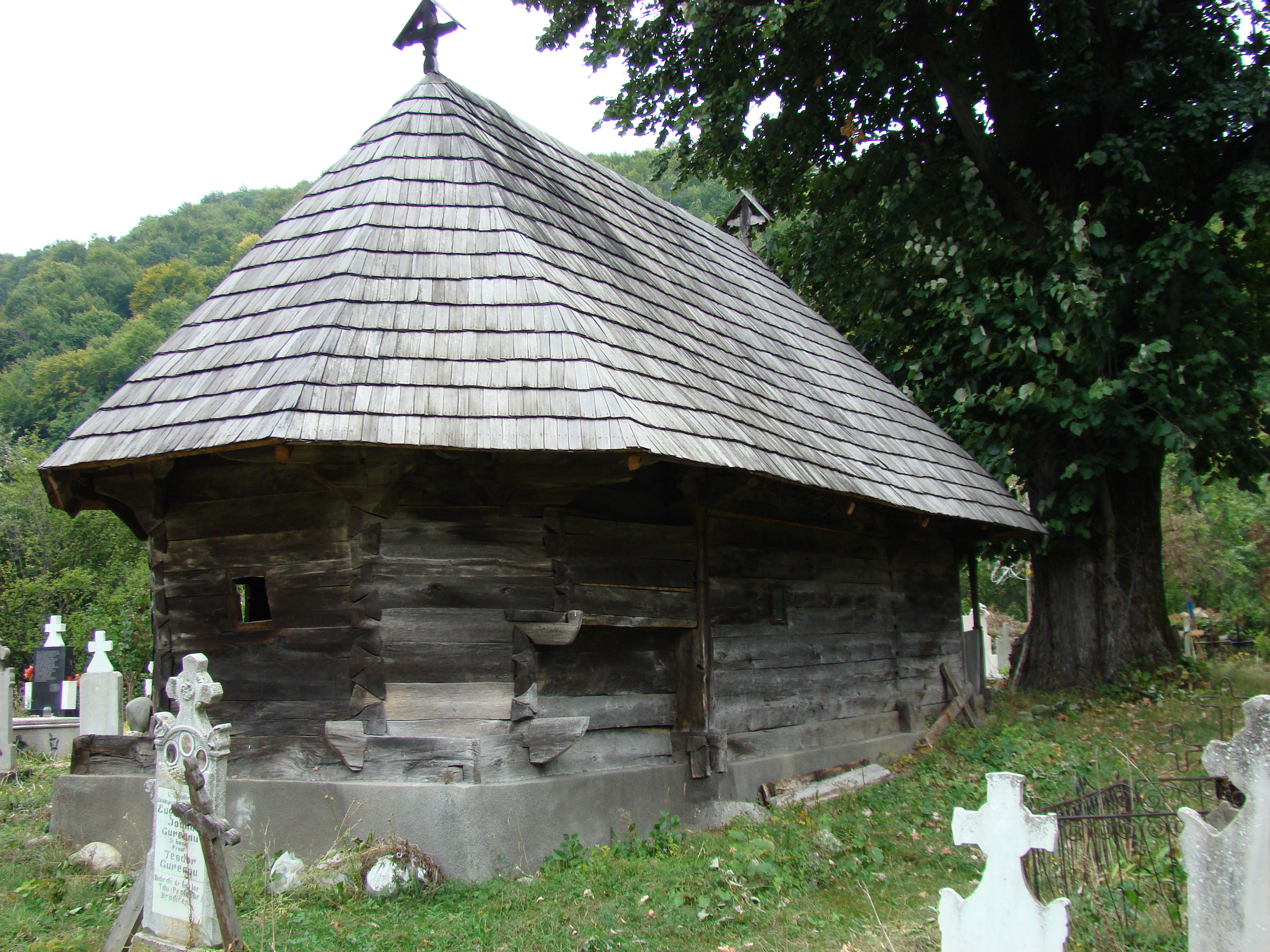
Biserica (nord-est)

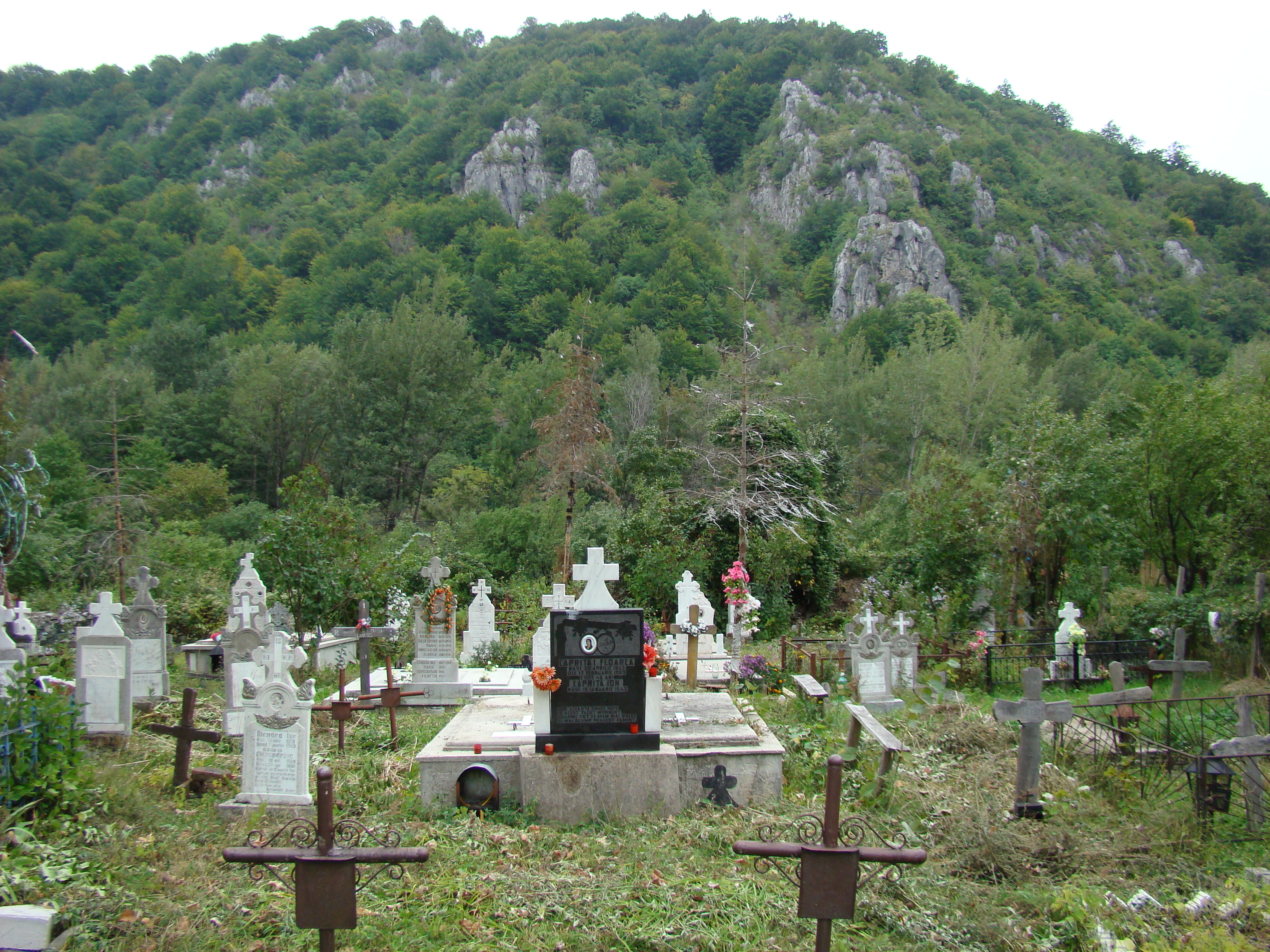
Cimitirul şi împrejurimile

Biserica de lemn din Gureni, comuna Peștișani, județul Gorj, a fost construită în 1735. Are hramul „Cuvioasa Paraschiva” (14 octombrie). Biserica se află pe noua listă a monumentelor istorice sub codul LMI:  GJ-II-m-B-09310.

## Istoric și trăsături
Biserica constituie în sine un adevărat document istoric prin depărtarea mare față de fondul constructiv al localității, dovadă a procesului de coborâre spre vale a gospodăriilor.
Este situată în liniștea muntelui, aproape de râul Bistrița, înconjurată de cimitirul vechi al satului, la umbra unui tei uriaș, cu circumferința de circa 4 m.
Bârnele de stejar, încheiate în coadă de rândunică sau drept, înscriu o navă dreptunghiulară, de mici dimensiuni (6 m/3,50 m), altarul fiind doar ușor decroșat, poligonal, cu cinci laturi.
Acoperirea interioară este formată dintr-o boltă în leagăn peste navă, care se continuă dincolo de arc și în altar, peste laturile lungi, la capetele cărora se intersectează cu cele trei suprafețe tangente pereților respectivi.
Prispa de pe latura vestică este bogat decorată, cosoroabele și stâlpii acesteia fiind crestați și ornați din bardă.
Momentul înălțării bisericii poate fi împins până în veacul al XVII-lea. Doar deasupra intrării în naos se mai păstrează un rest dintr-o pisanie:  „...înălțatului domn Io Constandin Alexandru Ipsilant Voievod, cu blagoslovenia preasfinții sale iubitorului de Dumnezeu Nectarie, episcopul Râmnicului. S-a făcut cu cheltuiala acestor ctitori la leat ...”.
Interiorul arată dezolant, biserica fiind golită de podoabe. Crucea Răstignirii, icoanele din friza apostolilor, icoanele împărătești (inclusiv cea de hram Cuvioasa Paraschiva) și ușile împărătești, cu Buna Vestire, fac parte acum din inventarul colecției muzeale de la Mănăstirea Tismana. Ele sunt opera unui zugrav cult, de bună formație, al cărui nume nu îl cunoaștem, care a poposit la Gureni la începutul secolului XIX.

## Imagini

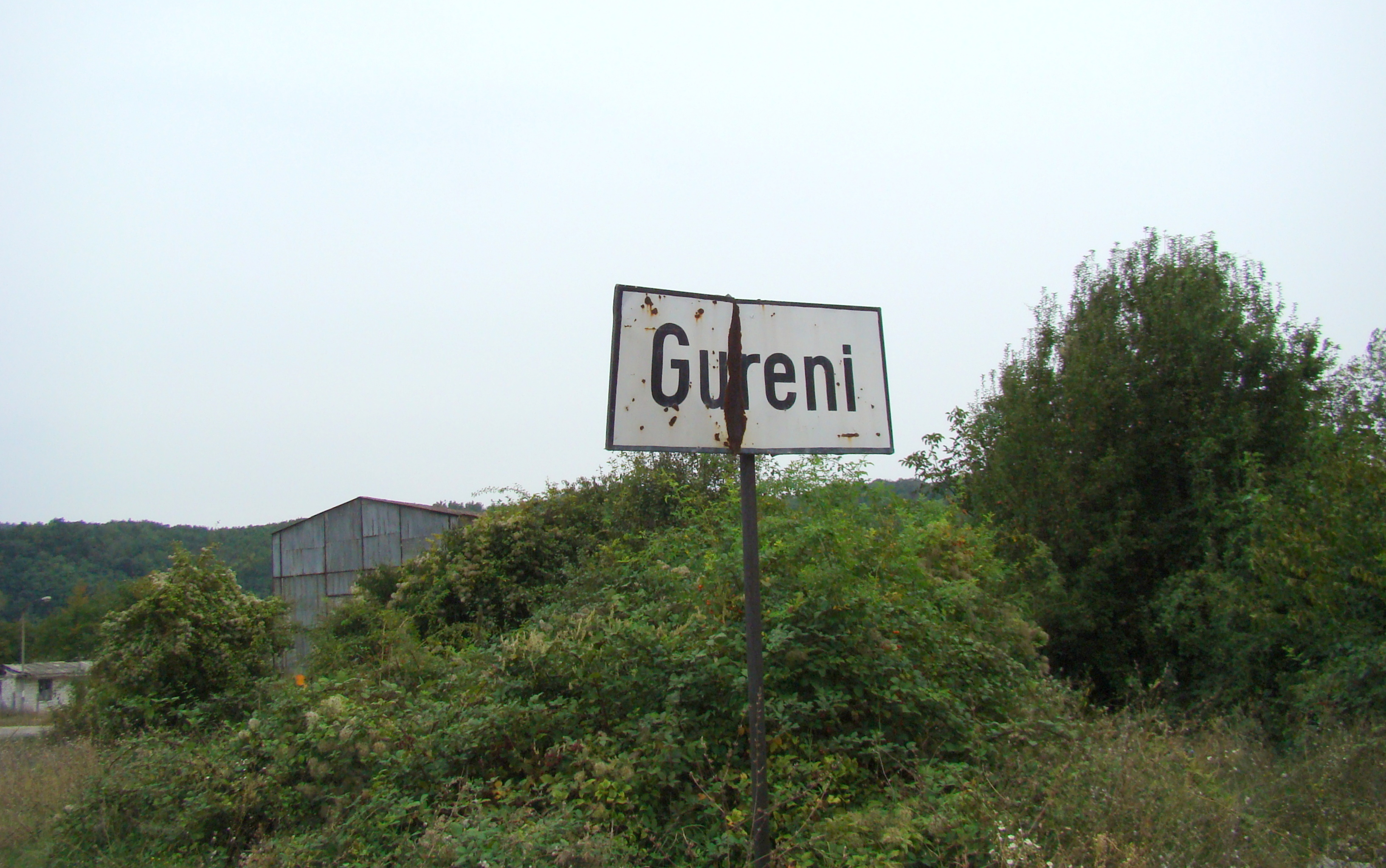
Intrarea în localitate
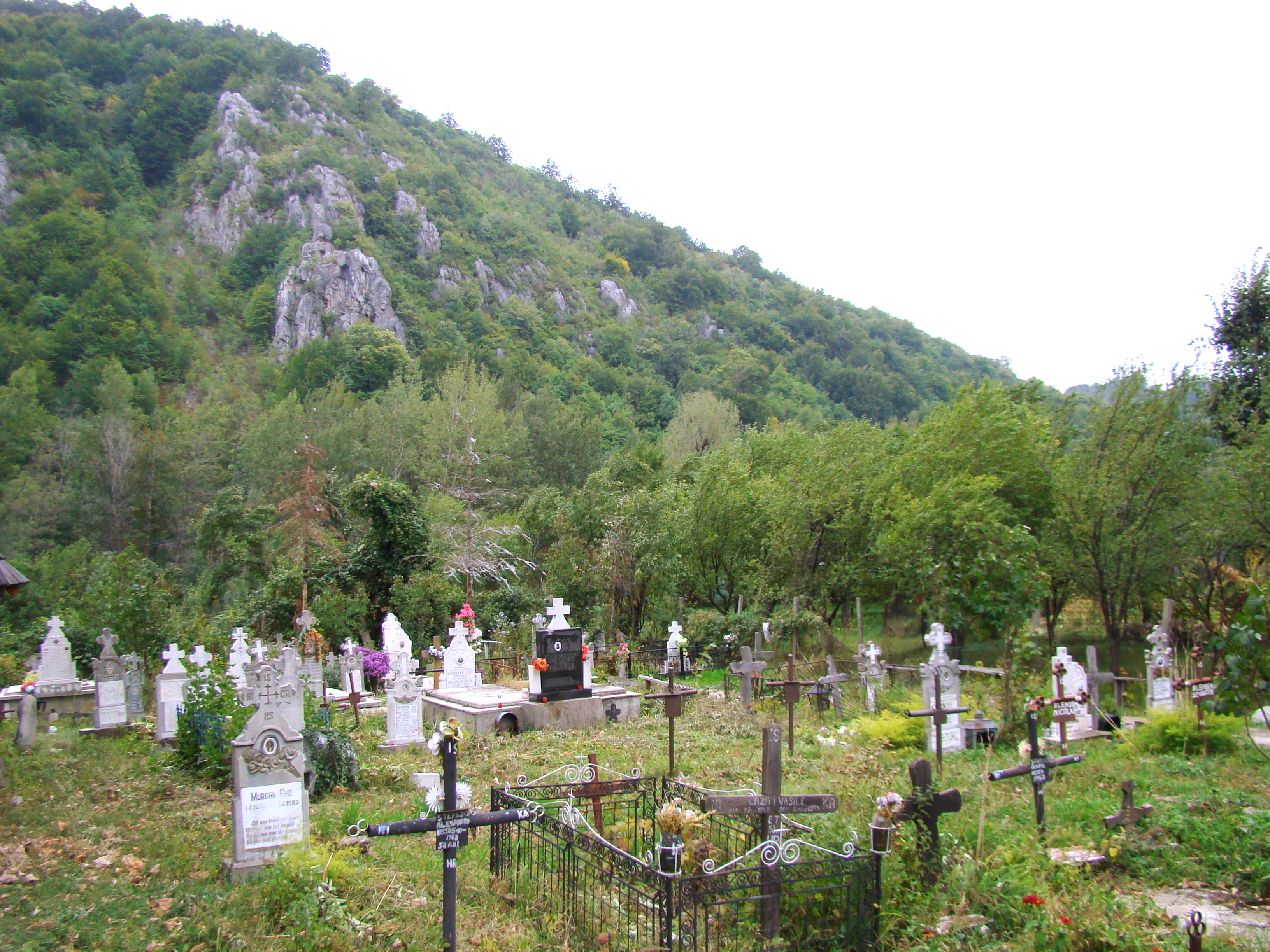
Cimitirul şi împrejurimile
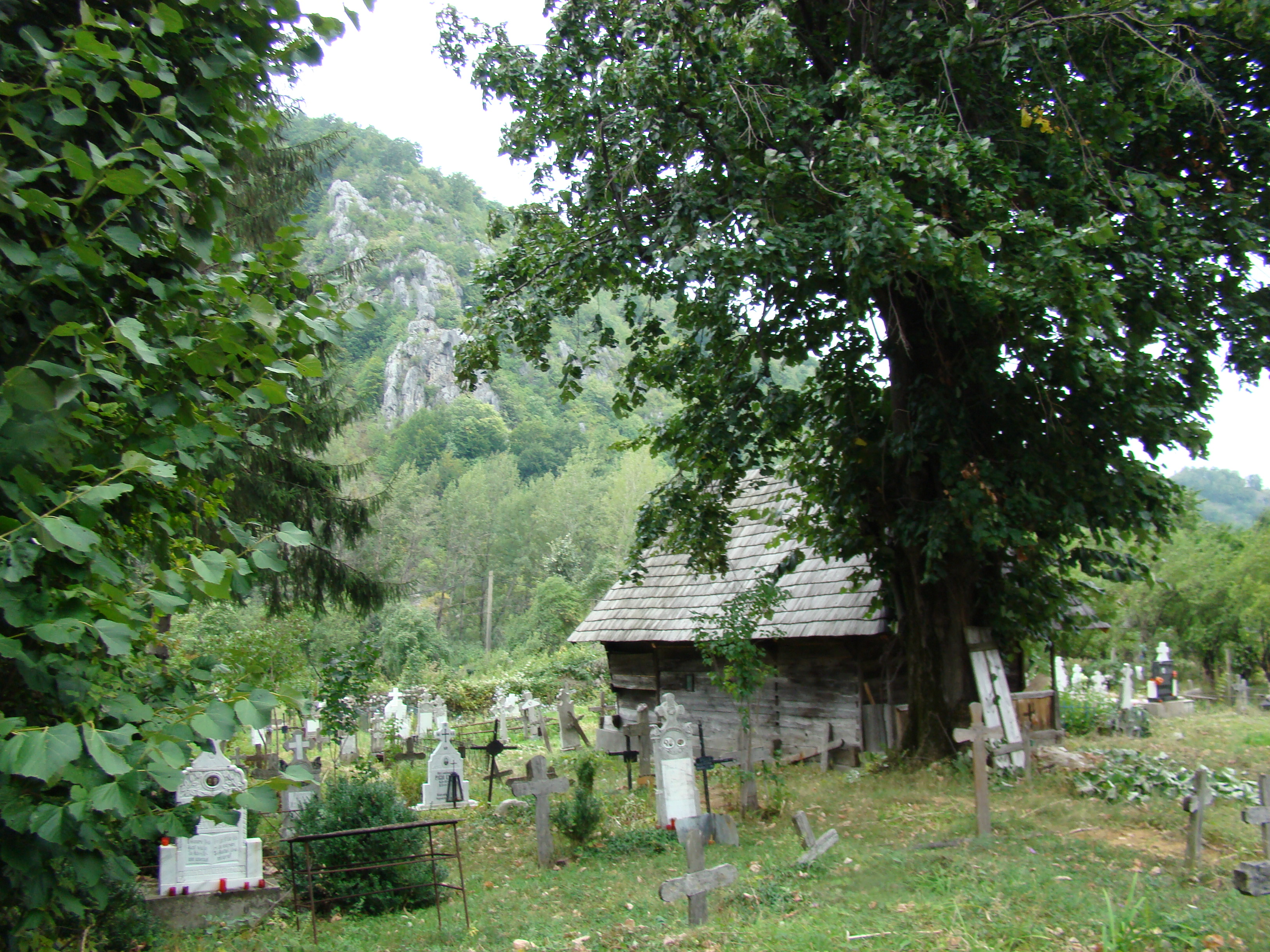
Biserica şi cimitirul
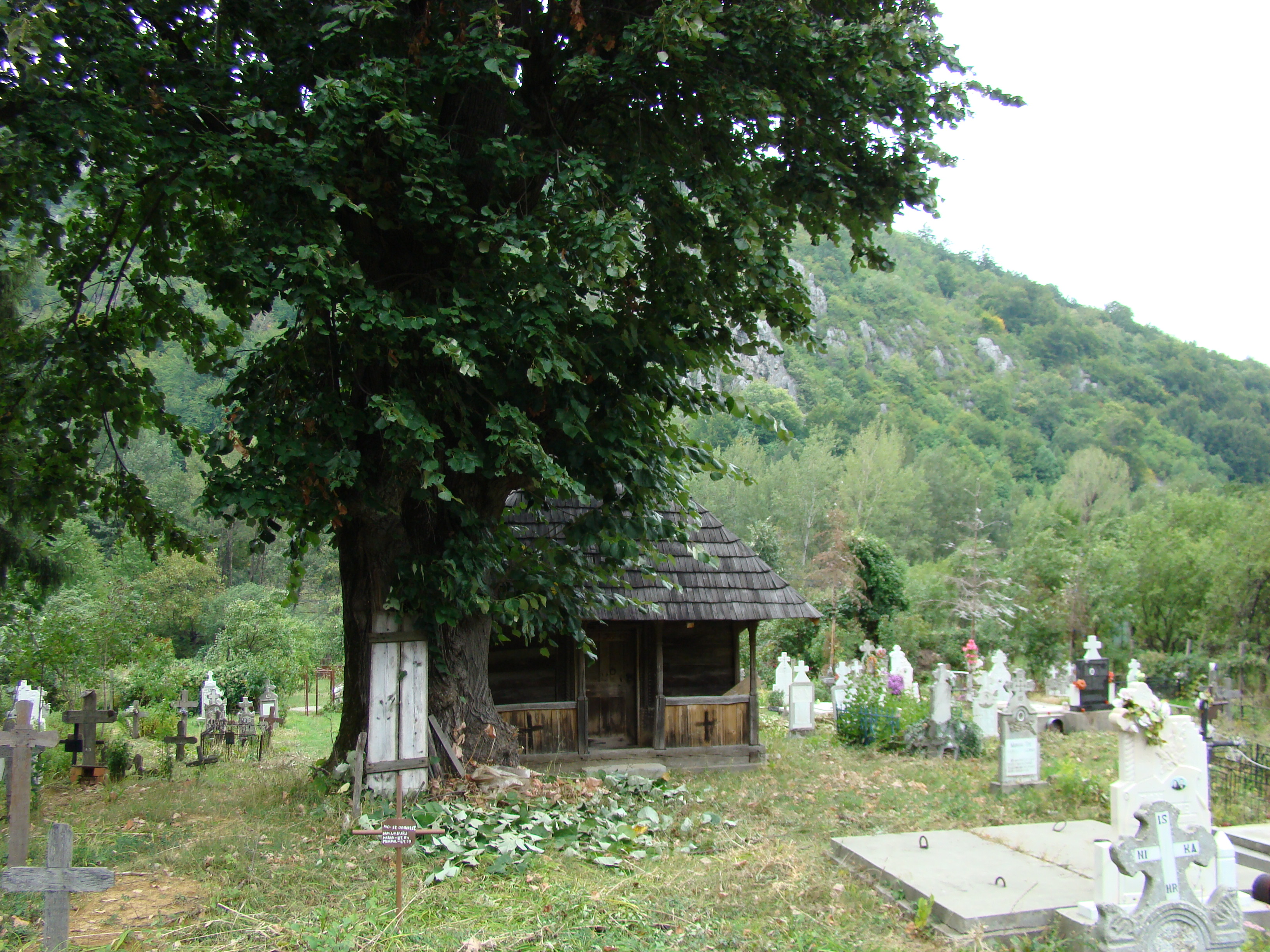
Biserica de lemn la umbra teiului uriaş
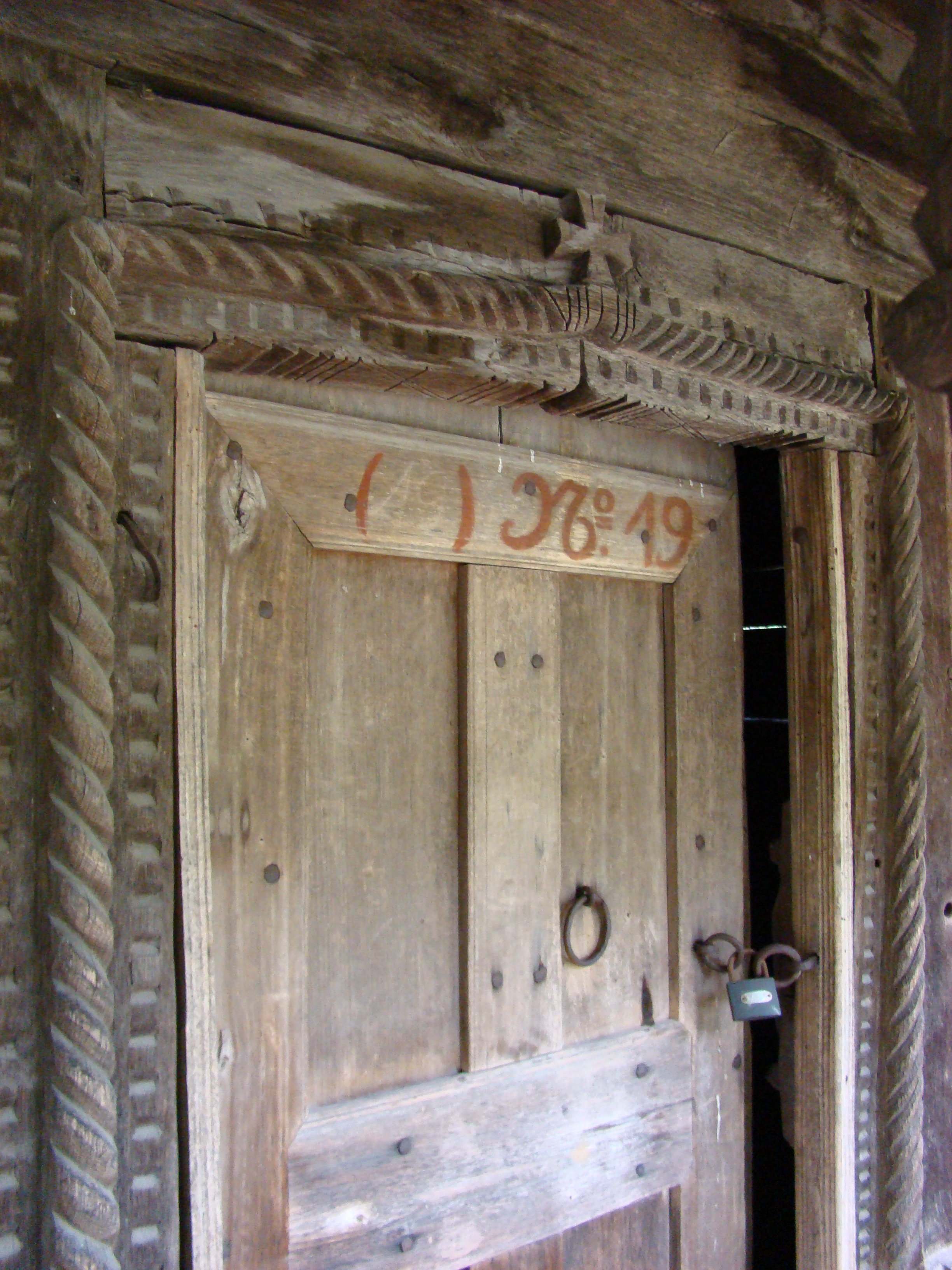
Ancadramentul intrării
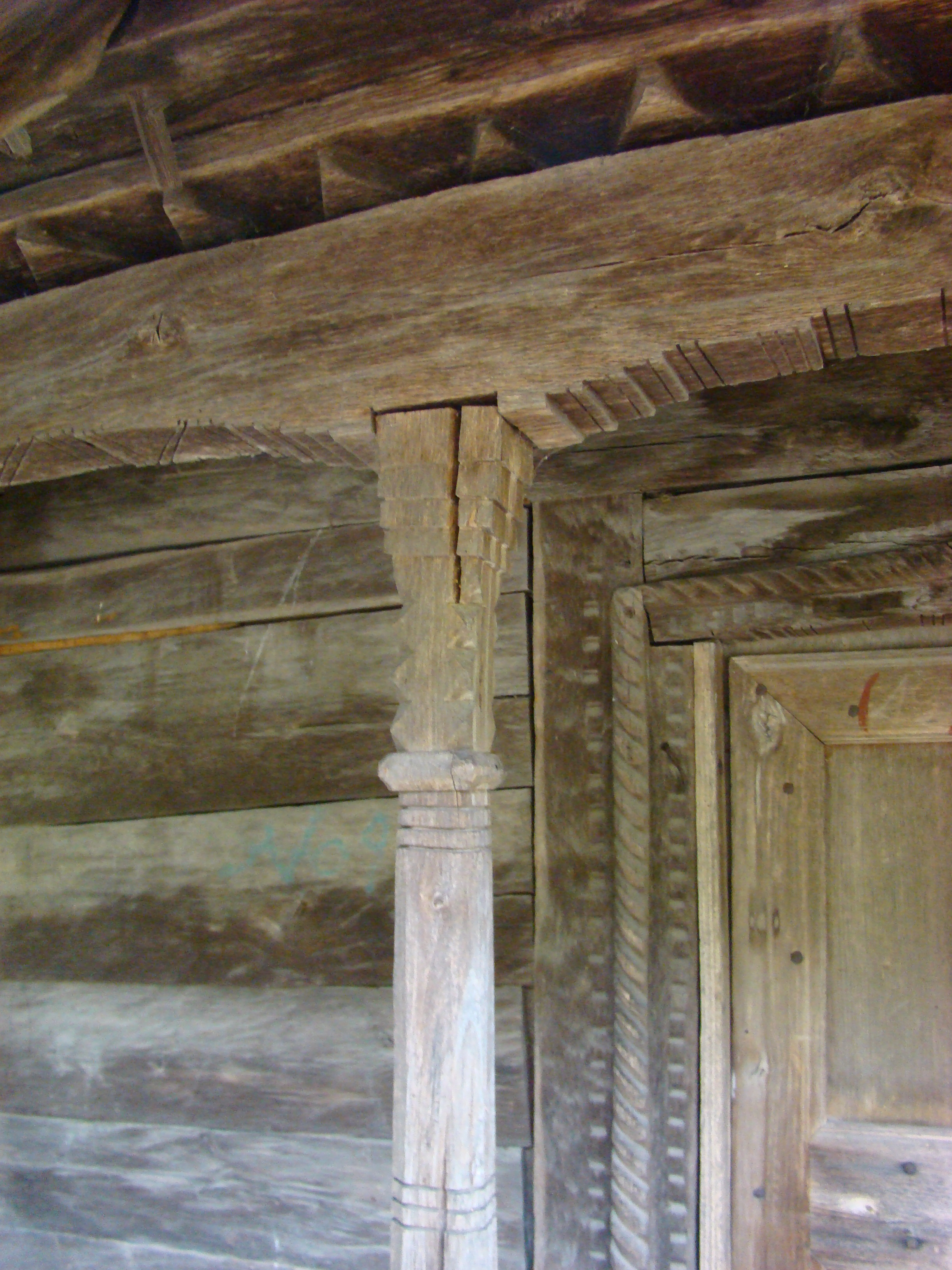
Stâlp la prispă
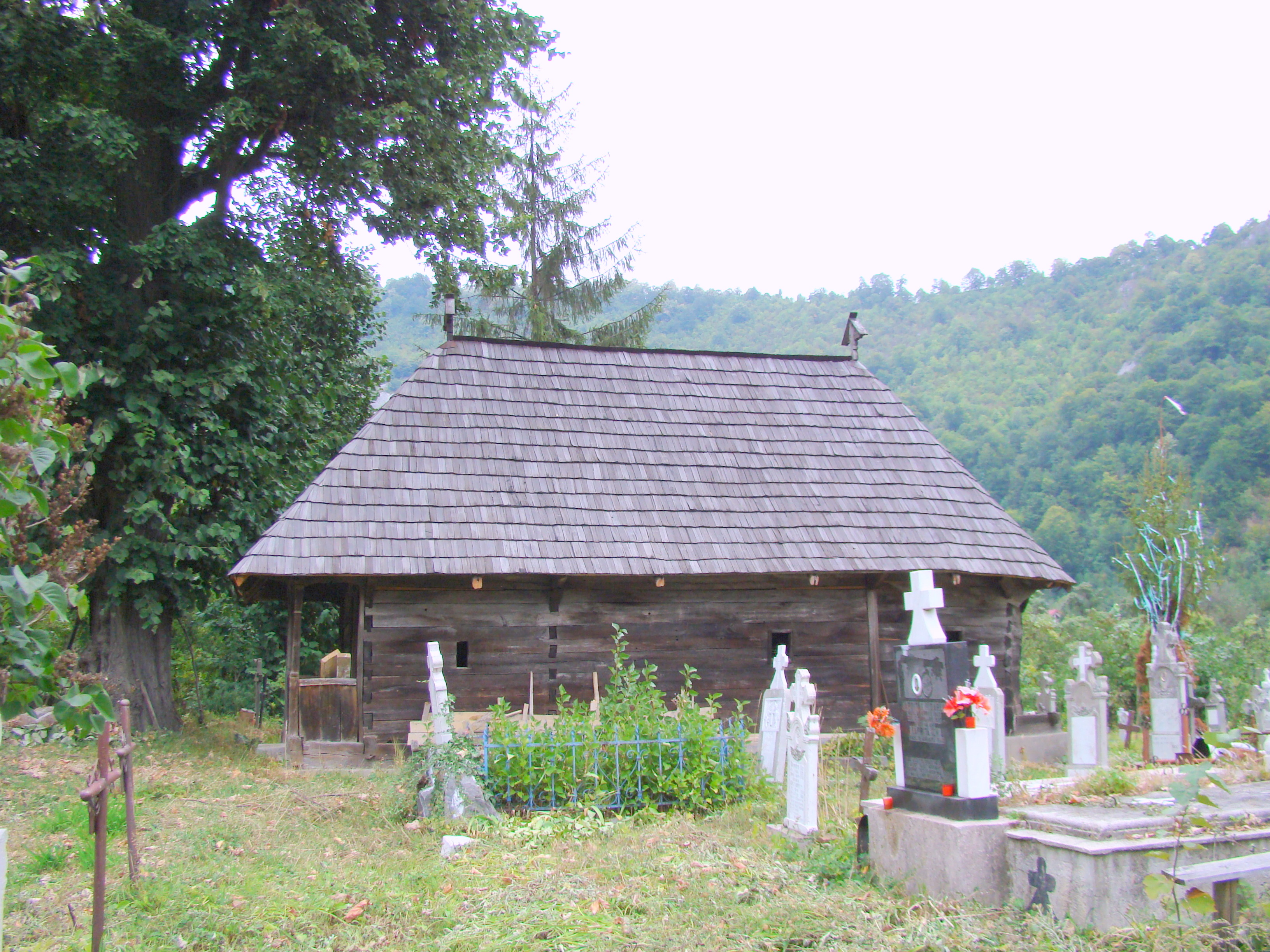
Biserica (sud)
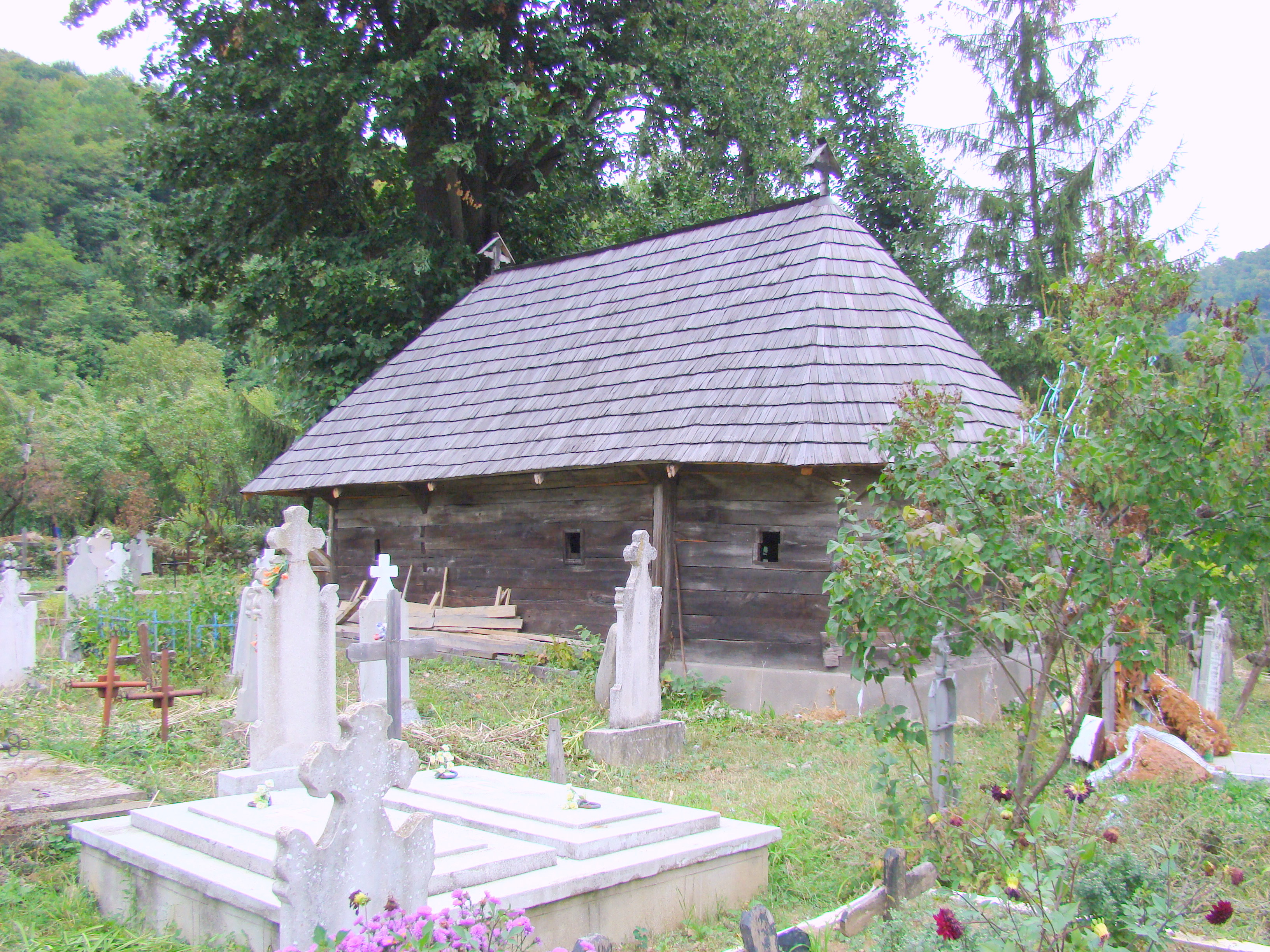
Biserica (sud-est)
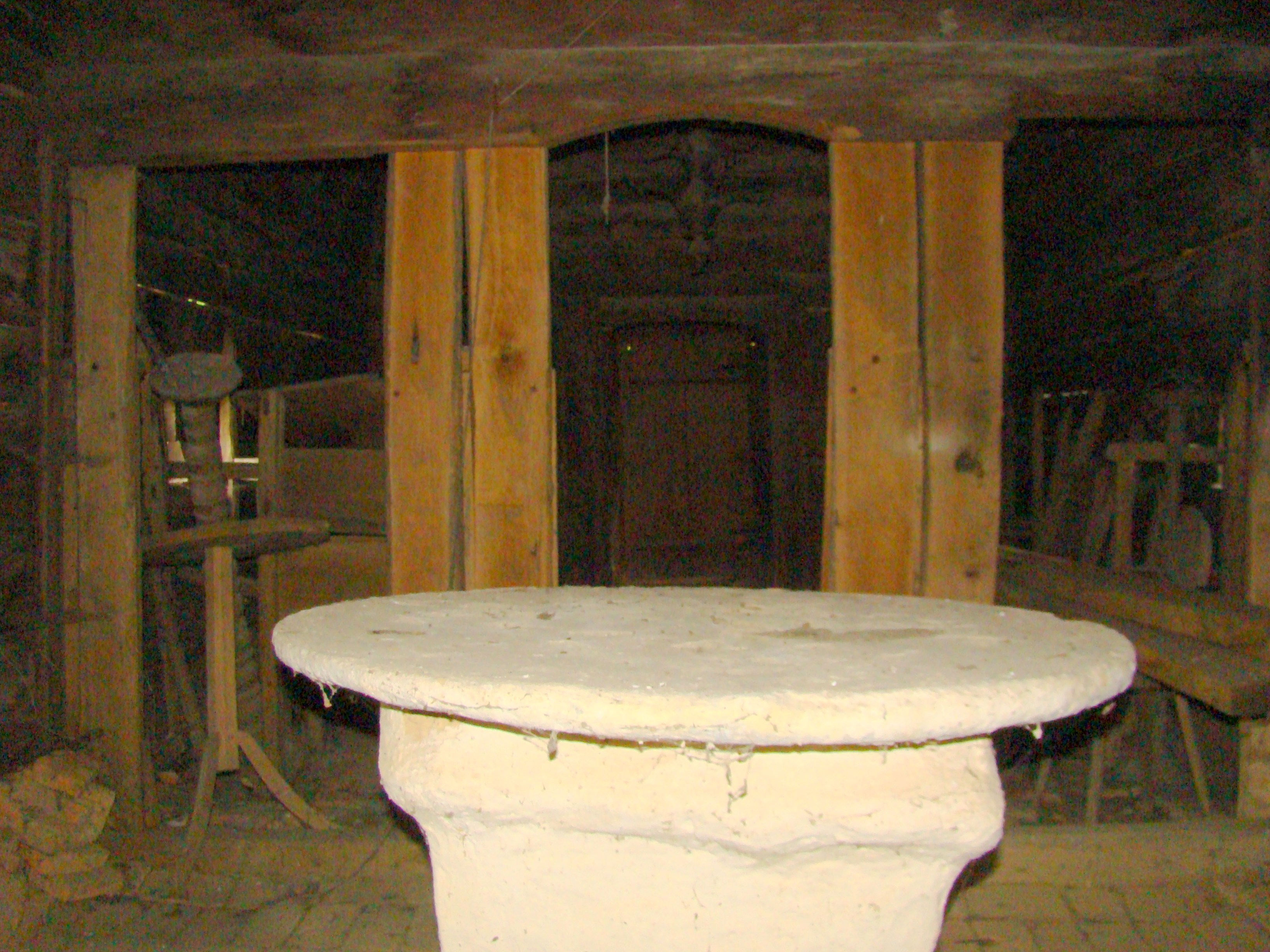
Masa altarului
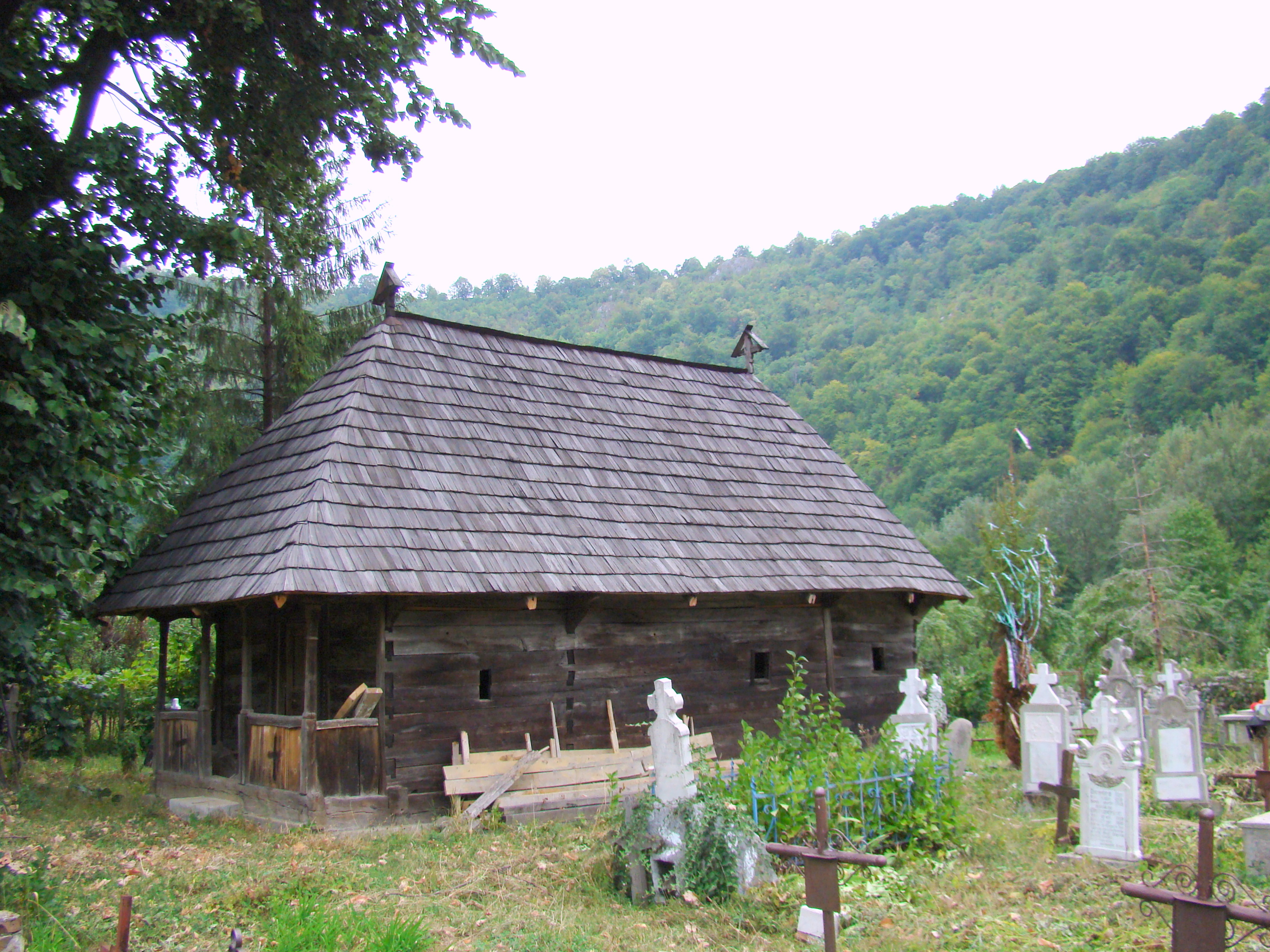
Biserica (sud-vest)
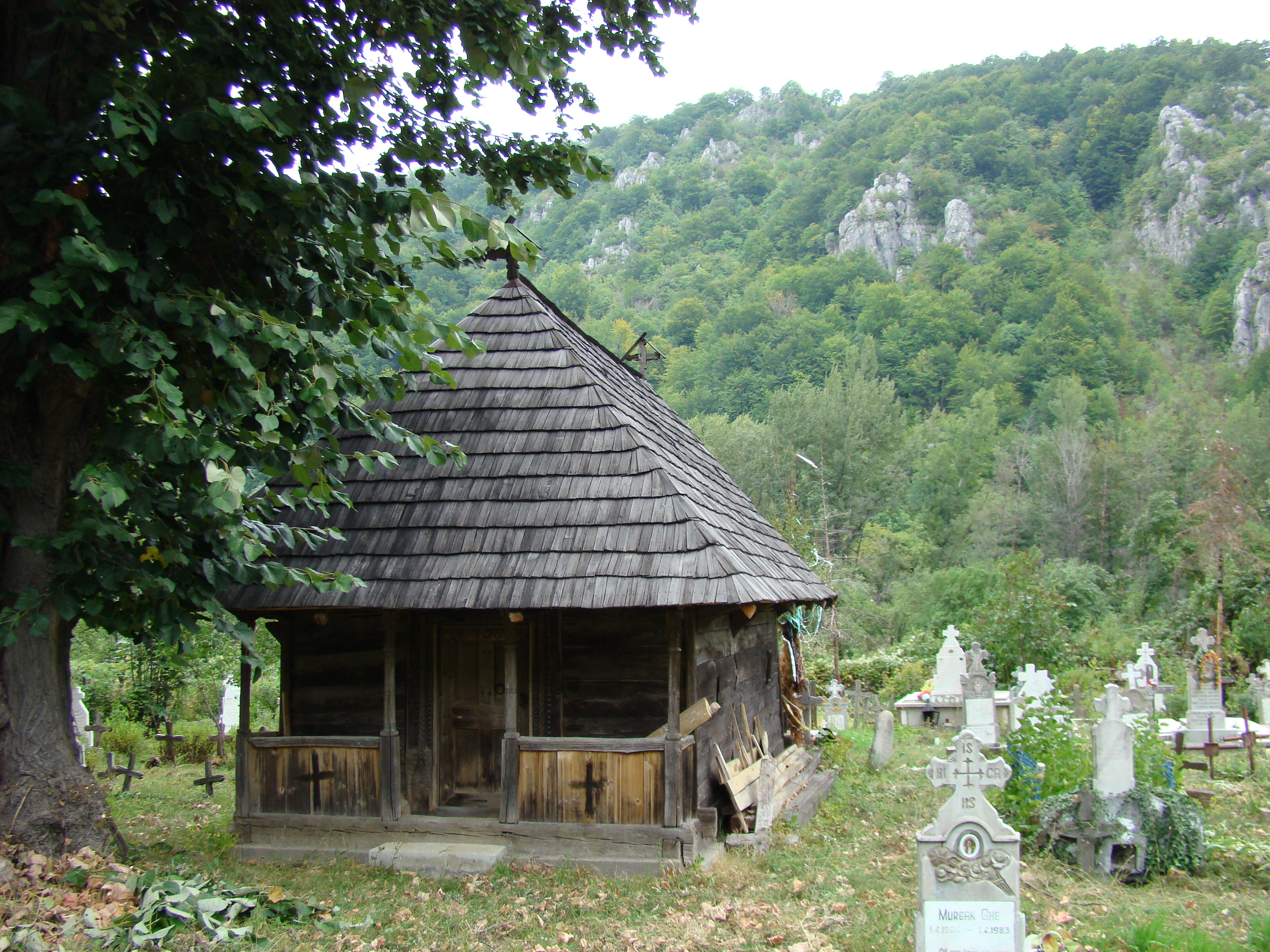
Biserica (vest)
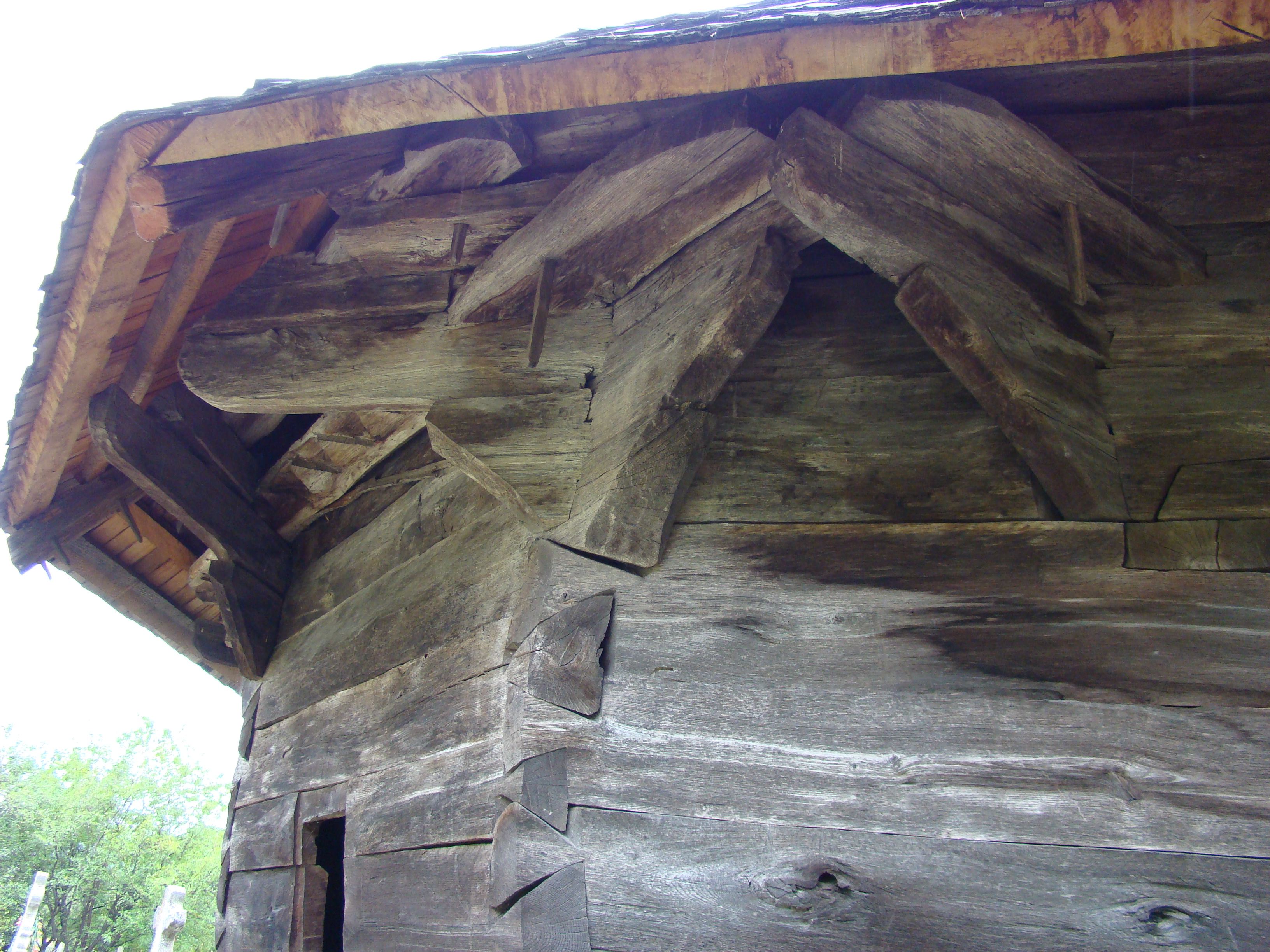
Console şi îmbinări la altar
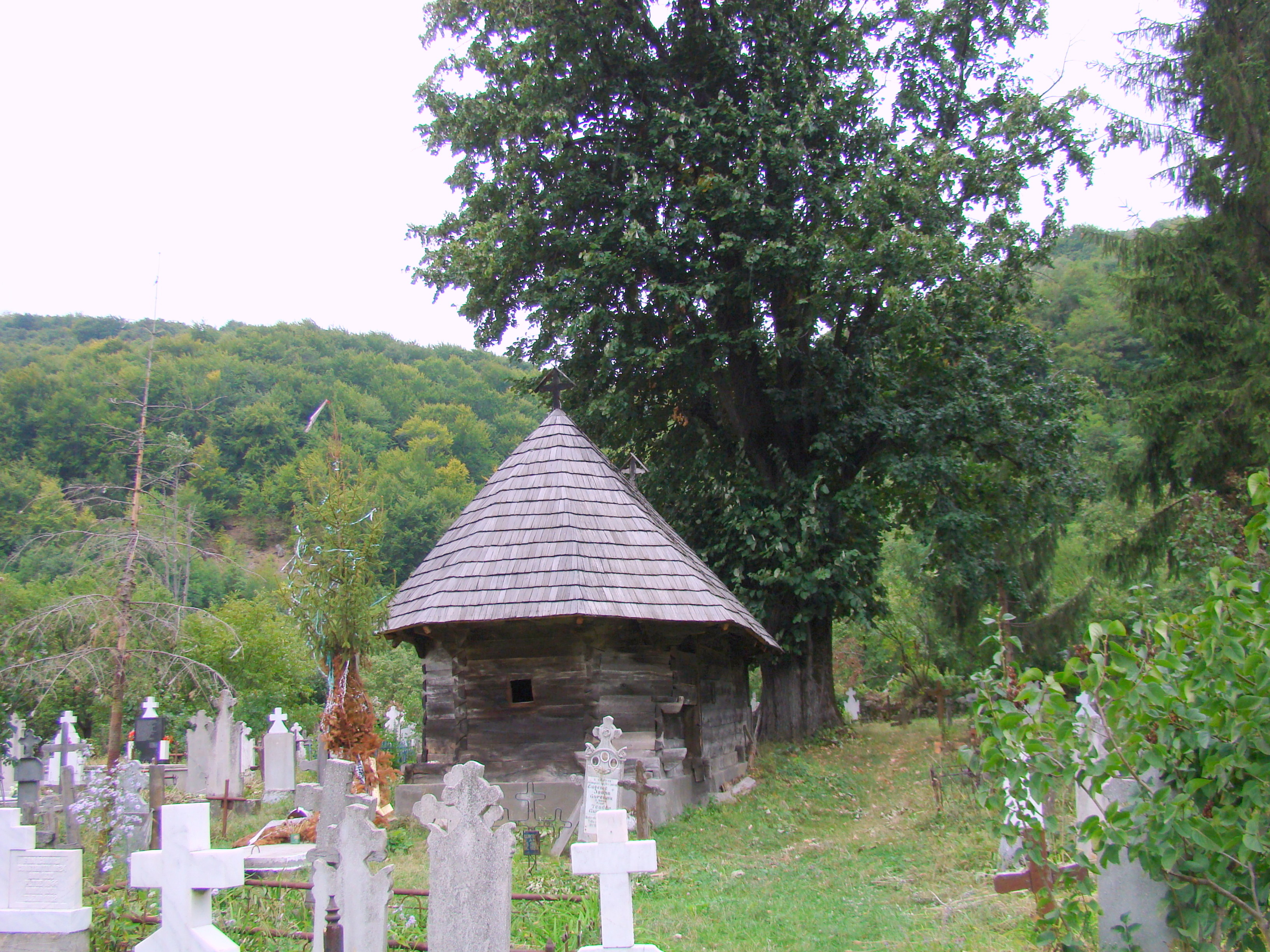
Biserica (est)